# Герб Бєлгородської губернії

Прапор Бєлгородського піхотного полку 1712 р.

Герб Бєлгородської губернії (Герб губернського міста Бєлгорода та Бєлгородської губернії) — офіційний символ Бєлгородської губернії, затверджений сенатським Указом від 8 березня 1730 року. Малюнок герба підготовлений обер-директором над фортифікаціями всієї Росії генералом графом Б.-К. Мініхом.

## Опис
Герб Бєлгородський старий — лев, що лежить, жовтий, а над ним орел чорний одноголовий, під ним земля зелена; поле синє.

## Історична довідка
На початку XVIII століття почала проводитися військова реформа. Полки російської армії «прикріплювалися» до певних провінцій і отримували відповідні назви. 16 лютого 1727 року з ініціативи Військової колегії полки були перейменовані. Природно виникла потреба в нових прапорах. Передбачалося, що перша рота полку матиме білий прапор з державним гербом, а інші роти — кольорові прапори з територіальними гербами. Якщо ж герб території чи міста не існував, то замість нього на прапорі містився вензель імператриці Катерини I. Запрошений з-за кордону геральдист Франциск Санті зробив ескізи цих прапорів.
За Петра II створення нових прапорів призупинилося. Полки отримали свої колишні назви за іменами командирів. Але восени 1727 року з ініціативи обер-директора над фортифікаціями генерала Б.-К. Мініха, «територіальні» назви полків повернули. І знову постало питання про прапори для полків. У червні 1728 року Верховна таємна рада видала указ про введення нового зразка прапорів з державним і міським гербами. Тоді ж розпочалася робота над так званою Знаменною гербовницею, всі герби цієї збірки мали зайняти місце на відповідних полкових прапорах.
У 1729 році під керівництвом Б.-К. Мініха та за участі художника А. Баранова була складена книга гербів. Вона містила малюнки гербів (в т. ч. малюнок Бєлгородського герба) для 85 полків. Ідея герба була взята з прапора (1712 р.) Бєлгородського піхотного полку. Це було перше зображення герба Бєлгорода і відповідної губернії.
За губернатора Трубецького герб був затверджений — відзначений «найвищою апробацією» 3 березня 1730 року. У сенатському Указі від 8 березня 1730 року і в низці інших офіційних актів вказувалося на те, що герби міст зі збірки 1730 року обер-директора над фортифікаціями всієї Росії генерала графа Б.-К. Мініха були одночасно гербами міст і відповідних губерній.